# 1544
| 1544               |
| ------------------ |
| Dødsfald - Fødsler |
|                    |

| Gregoriansk kalender | 1544 MDXLIV             |
| Ab urbe condita      | 2297                    |
| Armensk kalender     | 993 ԹՎ ՋՂԳ              |
| Kinesiske kalender   | 4240 – 4241 癸卯 – 甲辰 |
| Etiopisk kalender    | 1536 – 1537             |
| Jødisk kalender      | 5304 – 5305             |
| Hindukalendere       |                         |
| - Vikram Samvat      | 1599 – 1600             |
| - Shaka Samvat       | 1466 – 1467             |
| - Kali Yuga          | 4645 – 4646             |
| Iransk kalender      | 922 – 923               |
| Islamisk kalender    | 951 – 952               |

Konge i Danmark: Christian 3. 1534-1559
Se også 1544 (tal)

## Begivenheder
- 1. maj - tyrkiske tropper besætter Ungarn
- 16. november - Herluf Trolle og Birgitte Gøye fejrer bryllup - da deres ægteskab bliver barnløst, testamenterer de deres besiddelser til stiftelsen og skolen Herlufsholm

## Født
- 19. januar – Frans 2. af Frankrig, fransk konge.